# Йеменско-оманские отношения
Йеменско-оманские отношения — двусторонние дипломатические отношения между Йеменом и Оманом. Протяжённость государственной границы между странами составляет 294 км.

## История
В начале 1970-х годов отношения между Оманом и соседней Народной Демократической Республикой Йемен ухудшились из-за начала конфликта в оманской мухафазе Дофар с Народным фронтом освобождения Омана, который поддерживало правительство НДРЙ. В марте 1976 года было подписано соглашение о прекращении огня при посредничестве Саудовской Аравии, но ситуация в регионе оставалась напряженной. В октябре 1983 года были установлены дипломатические отношения между НДРЙ и Оманом, что привело к уменьшению активности Народного фронта освобождения Омана вследствие уменьшения финансирования этой организации со стороны йеменских властей. В конце 1987 года Оман открыл посольство в Адене и назначил своего первого посла в этой стране. В 1991 году после окончания Войны в Персидском заливе произошло сближение между Йеменом и Оманом. Однако, 1 октября 1992 года между странами возник пограничный спор. Несмотря на это, Оман также выражал желание принять участие в разработке нефтяных месторождений в Йемене
В сентябре 2008 года страны начали переговоры по формированию регионального центра по борьбе с пиратством. В мае 2009 года Оман высказался в поддержку территориальной целостности Йемена и правительства президента Али Абдаллы Салеха, лишив оманского гражданства йеменского политического деятеля Али Салема аль-Бейда, который подозревался в разжигании сепаратистских настроений на юге Йемена.
В январе 2011 года в египетском городе Шарм-эш-Шейхе, министры иностранных дел обеих стран обсудили двусторонние отношения и возможности для расширения товарооборота.